# Rio Akatarawa
O rio Akatarawa encontra-se na parte inferior da Ilha do Norte da Nova Zelândia.
É um pequeno rio, fluindo para o sul durante 20 quilómetros através de pequenos desfiladeiros rochosos e do vale Akatarawa antes de se juntar ao rio Hutt na parte norte do Alto Hutt. 